# ایستگاه تمپلهوف برلین
ایستگاه تمپلهوف برلین (آلمانی: Berlin-Tempelhof) یک ایستگاه قطار در منطقه تمپلهوف برلین و بخشی از قطار شهری برلین (خطوط S 41، S 42، S 45 و S 46) و متروی برلین (خط U6) است. این ایستگاه یک کیلومتری فرودگاه (تعطیل‌شده) فرودگاه برلین تمپل‌هوف است.